# Bouzina
Bouzina (em árabe: بوزينة) é uma cidade localizada na província de Batna, no noroeste da Argélia. Sua população era de 13 383 habitantes, em 2008.